# Jurassic World Aftermath
Jurassic World Aftermath est un jeu vidéo d’infiltration VR en cel-shading exclusif à l’Oculus Quest et l'Oculus Quest 2 sorti le 17 décembre 2020. Il est édité par la société Coatsink Software et développé par Oculus VR. Le gameplay du jeu se concentre sur le point de vue à la première personne d’un homme nommé Sam sur l’île du parc Jurassic World, Isla Nublar. L’histoire du jeu est canon aux films de la saga cinématographique et se situe deux ans après les événements du film Jurassic World (2015) et environ un an avant ceux de Jurassic World: Fallen Kingdom (2018).
Sorti d’abord aux États-Unis, et deux semaines plus tard en France, le jeu est en anglais et en français. 
Un DLC faisant office de seconde partie du jeu, Jurassic World Aftermath Part 2, est sorti le 30 septembre 2021,,.
Un portage sur Nintendo Switch, nommé Jurassic World : Aftermatch : Collection, regroupant les deux parties, sort également le 10 novembre 2022,,.

## Synopsis
Chargé par le Dr Wu de récupérer des échantillons d’ADN spécifiques, Sam, un homme travaillant pour lui, est envoyé sur Isla Nublar en compagnie de sa collègue, le Dr Amelia « Mia » Everett, une scientifique ayant travaillé au parc lorsque celui-ci était encore opérationnel. Malheureusement, à la vue de l’île, des Ptéranodons attaquent l’avion les transportant et ce dernier s’écrase sur l’île. Rescapé du désastre et séparé de sa collègue, Sam va devoir traverser et explorer un complexe de l’île où se trouvent les fameux échantillons d’ADN et ainsi trouver un moyen de s’échapper de l’île, tout en évitant les dinosaures présents sur les lieux.

## Personnages

### Personnages présents vocalement
Les personnages suivants sont présents vocalement dans le jeu, car on entend leurs voix, via des interractions directes avec Sam via communication ou talkie-walkies, ou via des enregistrements entendus tout au long du jeu. Certains autres ne sont pas présents vocalement mais sont mentionnés par les autres personnages vocalement.
- Sam : personnage principal, expert en sécurité, que le joueur contrôle.
- Dr Amelia « Mia » Everett : collègue scientifique de Sam, qui guide ce dernier tout au long du jeu, ancienne responsable de la génomique des spécimens du parc Jurassic World.
- Carlos : collègue de Sam et Amélia, il se fait manger par le T-rex au début du jeu.
- Juan : pilote de l'avion, il meurt lors du crash au début du jeu.
- Dr Henry Wu : supérieur de Sam et Amélia et ancien généticien-scientifique en chef du parc Jurassic World.
- Ian Malcolm : l'un des protagonistes principaux de la saga cinématographique, professeur de la théorie du chaos. Le Dr Amelia l'a rencontré une fois avant les évènements du film de 2015.
- Jack : l'une des personnes qui assistaient à la conférence-débat de Ian Malcolm, en même temps que le Dr Amelia et lui a posé une question à la fin.
- Owen Grady : l’un des principaux protagonistes de la seconde trilogie (mentionné seulement).
- Vic Hoskins : l’un des collaborateurs de Wu et ancien chef de la sécurité du parc Jurassic World, tué lors du film de 2015 par l’un des raptors de la Raptors Squad d’Owen (mentionné seulement).
- John Hammond : le créateur du parc original de l’île d’Isla Nublar (mentionné seulement).
- Eli Mills : l’un des collaborateurs de Wu et l’assistant-associé de Benjamin Lockwood, vu dans le film de 2018 (mentionné seulement).

### Personnages présents via la lecture des échanges de courriels
Les personnages suivants sont uniquement présents via les échanges de courriels qu'il sera possible de lire tout au long de l'aventure sur les différents PC du NMS. Il s'agit des anciens employés du NMS, et notamment, ci-dessous, les six responsables des services du bâtiment, le Dr Amelia étant la septième responsable de service, ils sont tous mentionnées sur un des premiers courriels comme responsables des sept différents départements du NMS.
- Dr Nikita Horn : ancienne responsable de l'incubation des spécimens de NMS au parc Jurassic World (mentionnée seulement).
- Aiden Foster : ancien responsable de la station des rangers de NMS au parc Jurassic World (mentionné seulement).
- Skylar Rose : ancienne responsable du quartier résidentiel de NMS au parc Jurassic World (mentionnée seulement).
- Jacob Miller : ancien responsable de la maintenance de NMS au parc Jurassic World (mentionné seulement).
- Hendrick de Vries : ancien responsable de la Sécurité des systèmes de NMS au parc Jursassic World (mentionné seulement).
- Jake Santos : ancien responsable de la gestion des locaux de NMS au Parc Jurassic World (mentionné seulement).

Les personnages suivants sont des anciens employés du NMS, subordonnés aux chefs de services cités ci-dessus, et notamment au Dr Amelia pour le service génomique. On ne connaît pas bien leur rôle spécifique à chacun.
- A. Esteria
- A. Newman
- A. Onsario
- Addilyn Cruz
- Alarico Morales
- Cram Ricci
- D. Ewing
- E. Durand
- F. Stein
- Felipe Aldana
- Freya Jostad
- Gael Fajardo
- Gerrard Chase : ancien employé au sein du service génomique du NMS au parc Jurassic World.
- Guillermo Sanchez
- Harper Williams
- Hunter Moore
- I. Rodriguez
- I. Valerin
- Isaac Moore
- J. Barnes
- J. Moore
- J. Morris
- Josh Barnes
- Karena Ruotsalainen : ancienne micropaléontologue du NMS au parc Jurassic World.
- Luc Oliveira : ancien chargé de développement du son servant à neutraliser un raptor attaquant une proie au sein deu service génomique du NMS au parc Jurassic World.
- Morina Akiyama : ancienne responsable du code mot de passe renouvellé régulièrement au sein du NMS du parc Jurassic World.
- M. Deng
- M. Santos
- Michelle Keats
- Moria Stone
- Nilson Franco
- P. Vega
- Paloma Oses
- R. Toleda
- Seth Harris : ancien chargé de développement du son servant à neutraliser un raptor attaquant une proie au sein deu service génomique du NMS au parc Jurassic World.
- Svetlanda Mashir
- T. Fischer
- T. Newman

## Dinosaures (espèces présentées)

### Dinosaures présents physiquements
Les dinosaures suivants sont présents et apparaissent physiquement dans le jeu, les carnivores étant principalement hostiles, excepté les petis « Compies ».
- Brachiosaure
- Compsognathus surnommés « Compies ».
- Dilophosaure
- Ptéranodon
- Tricératops
- Tyrannosaure rex (Roberta / Réxy)
- Vélociraptor (un trio dont le chef est bioluminescent, rappelant Blue, même s'il est bien précisé qu'il s'agit d'un autre raptor et non de Blue, uniquement mentionnée dans le jeu, créé en secret).

### Dinosaures mentionnés seulement
Les dinosaures suivants ne sont pas présents physiquements dans le jeu, mais il sont mentionnés dans les conversations et enregistrements. Seul le Mosasaure entre également dans la catégorie des espèces présentes en peluches jouets.
- Allosaure (mentionné et présent en fossiles seulement)
- Carnotaure
- Indominus rex
- Mésosaure
- Mosasaure (mentionné et présent peluche / marchandise seulement)
- Vélociraptor (Blue : le raptor chef de meute de la Raptors Squad d'Owen Grady et un des dinosaures principaux de la seconde trilogie, mentionnée seulement).

### Dinosaures présents uniquement via des traces
Le dinosaure suivant est présent seulement via un nid et des empreintes présentes dans le jeu.
- Scorpios rex / Scorpius rex (E750) : Le tout premier dinosaure hybride créé par le Dr Henry Wu, principal antagoniste de la saison 3 de la série Jurassic World : La Colo du Crétacé, le jeu se déroule après la série, mais il appraît encore via des traces qu'il aurait laissé sur l'île dans la dite-série.

### Dinosaures présents uniquement comme fossiles
Les dinosaures suivants n'apparaissent que sous forme de fossiles dans le jeu, seul l'Allosaure est également mentionné.
- Allosaure (fossile et mentionné seulement)
- Ammonites
- Aspidorhynchus
- Diplodocus
- Diplomystus
- Gyronchus
- Ichthyosaure
- Mammouth
- Méganeura
- Mioplosus (en)
- Pulmonoscorpius
- Seymouria
- Spinosaure
- Trilobites

### Dinosaures présents uniquement sur des images
Les dinosaures suivants n'apparaissent que sous forme d'illustrations et images dans le jeu.
- Batrachotomus
- Decuriasuchus (en)
- Dimorphodon
- Herrerasaure
- Luperosuchus (en)
- Maiasaure
- Majungasaure
- Parasaurolophus
- Postosuchus
- Prestosuchus (en)
- Saurosuchus
- Shansisuchus (en)
- Stégosaure

### Dinosaures présents uniquement comme jouets
Les dinosaures suivants n'apparaissent que sous forme de peluches jouets et marchandises dans le jeu, qui devaient être des souvenirs en vente à la boutique du parc Jurassic World. Seul le Mosasaure est également mentionné.
- Ankylosaure (présent seulement en tant que peluche collectable)
- Apatosaure (jouet en peluche seulement)
- Élasmosaure (jouet figurine d’action seulement)
- Mosasaure (Présent en peluche / marchandise et mentionné seulement)

## Système de jeu
Le joueur incarne le personnage principal dans une vue à la première personne. Il doit, pour progresser, se faufiler dans les couloirs du complexe et débloquer petit à petit les différentes parties de ce dernier. Il n’y a pas de réel chemin linéaire bien qu’un objectif unique donne la direction à suivre. Le joueur peut incliner la tête du personnage avec l'Oculus Quest et peut également contrôler ses mouvements (mains et déplacements) en utilisant les manettes de prises en charges (Oculus Touch). Lorsque le joueur est dans une zone avec un dinosaure, il doit faire en sorte que ce dernier ne le remarque pas et doit se cacher le temps de trouver une opportunité afin de l’éviter. Les animaux apprennent petit à petit les méthodes du joueur, ce qui les rend plus dangereux et difficiles à éviter.
Le joueur a aussi la possibilité, grâce à un appareil qu’il récupère assez vite au début du jeu, d’actionner à distance les haut-parleurs et écrans afin de distraire les ennemis. Dans l’ensemble, le gameplay du jeu est similaire à celui d’Alien: Isolation. Le jeu a une durée de vie d’environ 3 heures pour sa première partie et 3 ou 4 heure pour sa seconde, pour un total d'environ 7 heure, mais varie en fonction de l’avancée du joueur. En effet, afin d’avancer le joueur doit prendre le temps d’observer pleinement l’environnement, être à l’écoute du moindre bruit et choisir la bonne façon d’éviter les dinosaures. Avancer lentement est l’un des moyens de contourner les ennemis car courir peut faire du bruit pouvant attirer ces derniers. Le jeu est aussi parsemé de plusieurs mini-jeux diversifiés et énigmes de complexité variées que le joueur doit résoudre afin d’avancer et de débloquer les autres zones et sections de la carte.

## Développement
Le 10 avril 2020, le studio américain Universal dépose une nouvelle marque auprès de l'United States Patent and Trademark Office (USPTO), le bureau américain chargé des dépôts de brevets et autres marques,,. L’information du dépôt de marque est ensuite relayé par le site officiel « Jurassic Outpost ». Quatre jours plus tard, le 14 avril 2020 le nom de domaine jurassicworldaftermath.com, est déposé,. Des rumeurs ont ensuite circulé quant au fait qu'il pouvait s'agir d'un autre jeu de la franchise, Jurassic World Survivor, finalement abandonné en 2015 après la fermeture du studios qui avait la charge de le développer,.
Finalement, le 16 septembre 2020, un premier trailer révèle qu’il s’agit d’un jeu vidéo en réalité virtuelle jouable sur l’Oculus Quest,,. Le 16 décembre suivant, un second trailer est publié et révèle la date de sortie du jeu pour le lendemain même,.
Le jeu s’inspire de la scène avec les personnages de Lex et Tim dans la cuisine avec les vélociraptors du film Jurassic Park original de Steven Spielberg, sorti en 1993. Brian Gomez, un producteur exécutif d’Universal Games and Digital Platforms, a ainsi annoncé qu'« il y a eu d'innombrables heures passées à essayer d'équilibrer le vélociraptor parce qu'il était tellement bon. L'IA a vraiment [progressé] vers le point où très peu d’entre nous pourraient réellement lui survivre. Et je pense que nous sommes finalement arrivés au point où, lorsque vous commencez, vous allez probablement mourir beaucoup. Vous allez mourir beaucoup jusqu'à ce que vous commenciez à apprendre son comportement et… à lire son langage corporel et ses signaux audio ».
Les graphismes ont été faits en cel-shading afin de volontairement donner une dimension de bande-dessinée contrastant avec le reste du jeu. Cela afin de produire des dinosaures avec une apparence moins menaçante, pour un public plus diversifié. Gomez a déclaré : « Nous voulions que ce soit toujours effrayant, émouvant et immersif, même si ce n'était pas filmique - comme le photoréalisme. Mais nous ne voulions pas non plus que ce soit si intimidant et si effrayant [pour] une énorme partie du public qui ne veut pas d'une expérience d'horreur totalement viscérale notée R. »
Le personnage du Dr Amelia « Mia » Everett est doublée par Laura Bailey tandis que Jeff Goldblum et B. D. Wong reprennent respectivement leurs personnages de Ian Malcolm et du Dr Henry Wu. Ces derniers n’apparaissent pas et sont justes entendus.
Le 26 août 2021, la seconde partie du jeu en DLC est annoncé pour une sortie le 30 septembre 2021. Le directeur narratif de Coatsink, Jon Davies, y révèle au passage que cette seconde partie proposera au joueur plus d'énigmes et de lieu à visiter que la première : « Jurassic World Aftermath: Part 2 vous permet de découvrir ce que ça fait de se retrouver sur Isla Nublar, et il vous faudra faire preuve d’une grande vivacité d’esprit, de réflexes implacables et d’un sang-froid à toute épreuve pour rester en vie. Reprenant là où Jurassic World Aftermath s’était arrêté, Jurassic World Aftermath: Part 2 est une aventure riche en adrénaline et pleine de surprises, notamment pour les fans de la franchise ». La seconde partie sort finalement à la date annoncé,. 
De plus, les développeurs ont bien confirmé que cette seconde partie était bien la dernière du jeu, sa conclusion, et qu'aucune partie 3 n'était prévue de fait. Brian Gomez et Jon Davies, responsable de la narration chez Coatsink, sans avoir rien de spécifique à annoncer, ont également dit que le jeu n'est « pas exclusif à Oculus », indiquant la possibilité que le jeu (même en format complet directement) puisse avoir un jours une transposition sur d'autres support comme sur PC VR ou PSVR possiblement,. Il a également été révélé à cette occasion que si le jeu était sorti en deux parties, ce fut à cause de la Pandémie Covid-19 qui a forcé les développeurs, dont la feuille de route de production était bouleversée en plus que l'équipe fut contrainte de passer au travail à distance, à couper le jeu (et à le mettre à un prix approprié) afin ainsi de le sortir avec une première partie plutôt que de le retarder complètement.

## Accueil
Dans l’ensemble, le jeu a reçu des retours positifs, autant de la part des critiques que des joueurs, et que les fans de la franchise apprécieraient ce jeu,,. Les graphismes et la bande-son du jeu ont également reçu de bons retours,,,. Beaucoup mentionnent cependant que le scénario est assez simple et offre peu de variété durant tout le jeu,,. La fin du jeu en elle-même ainsi que le fait que le jeu sorte en deux parties de manière incomplète et payante ont aussi été beaucoup critiqués négativement.
Eric Hillery de Bleeding Cool a écrit que les graphismes sont « plus que suffisants pour rendre l'idée d'être mangé ou d'avoir peur des sauts carrément désagréable, mais sans apporter le type de gore que certains utilisateurs pourraient trouver traumatisant ».
Eric Switzer de TheGamer a fait l'éloge du gameplay furtif et l'a comparé au jeu Alien: Isolation, sorti en 2014.
Harry Baker de UploadVR a écrit : « Bien qu'il ne soit pas photo-réaliste, il y a quelque chose dans le look inspiré de la bande dessinée qui aide presque à l'immersion - au lieu d'être accroché sur la façon dont tout ressemble à la réalité, vous êtes immédiatement immergé dans un monde de bande dessinée terrifiant jonché de dinosaures ». Il a cependant noté, selon lui, que le jeu était « précipité, répétitif et étrangement rythmé » à cause de la fin et a fini en disant que « il semble que ce jeu était à l'origine destiné à sortir comme un tout complet, pas en deux parties ».
Alex Perry de Mashable a estimé que la prémisse du jeu de se faufiler devant les rapaces était « irritante et ennuyeuse », et a déclaré que le jeu « renvoie à une ère archaïque de conception de jeux furtifs où la détection signifie l'échec ». Perry a conclu que la scène de cuisine dans le premier film « est un classique, bien sûr, mais cela ne fonctionne pas comme base pour un jeu vidéo entier. Seules les têtes les plus dévouées de Jurassic Park devraient s'approcher de ce jeu ».
Ethan Anderton de Slashfilm a critiqué l'animation cel-shaded, l'appelant sa seule grande déception avec le jeu. Il a conclu que s'il préférerait « un peu plus de variété dans le jeu de puzzle au fur et à mesure que l'histoire progresse et devient plus difficile, c'est le plaisir d'être chassé sur la propriété abandonnée de Jurassic World qui fait de cette expérience de réalité virtuelle une expérience solide ».
Benjamin Bullard de Syfy Wire a déclaré que le jeu avait un niveau d'anxiété approprié comme les films et a écrit : « C'est amusant de ressentir cette première peur d'être étouffé par un rapace intelligent, bien que la difficulté brutale d’échapper, une fois que vous avez été repéré, signifie que vous partirez d'un point de contrôle précédent plus d'une fois. » Il a conclu que le jeu est « une demi-journée bien passée… tant que vous aimez les bons cliffhangers ».
Francesco Destri, écrivant pour IGN Italia, a loué le jeu pour sa tension et sa variété de gameplay mais il a critiqué les objets tout au long du jeu qui ne sont pas interactifs.